# Francisco P. del Barco
Francisco P. del Barco fue un terrateniente médico y político peruano. 
Fue uno de los propietarios de la hacienda de Santa Rosa de Ninabamba que fue vendido en 1898 por su propietaria Juana Carrasco. El 13 de agosto de 1883 fundó, junto con Emilio P. García, Leonidas Avendaño y David Matto la Sociedad Médica Unión Fernandina que fue precursora del Círculo Médico del Perú.
En 1892 fue elegido diputado por la provincia de Cangallo del departamento de Ayacucho. En 1895 fue reelegido como diputado pero, esta vez, por la provincia de Huamanga hasta 1900. En 1909 fue elegido senador por el departamento de Ayacucho hasta 1918.